# チャンドラー・ポラード
チャンドラー・アレクサンダー・ポラード（Chandler Alexander Pollard、2004年5月3日 - ）は、アメリカ合衆国・ジョージア州ケネソー出身の野球選手（外野手）。MLBのテキサス・レンジャーズ傘下所属。右投右打。